# Шонгалу (Луїзіана)
Шонгалу (англ. Shongaloo) — селище (англ. village) в США, в окрузі Вебстер штату Луїзіана. Населення — 151 особа (2020).

## Географія
Шонгалу розташований за координатами 32°56′25″ пн. ш. 93°17′36″ зх. д. / 32.94028° пн. ш. 93.29333° зх. д. (32.940300, -93.293215).  За даними Бюро перепису населення США в 2010 році селище мало площу 20,53 км², з яких 20,41 км² — суходіл та 0,13 км² — водойми.

## Демографія
Згідно з переписом 2010 року, у селищі мешкали 182 особи в 64 домогосподарствах у складі 52 родин. Густота населення становила 9 осіб/км².  Було 78 помешкань (4/км²).
Расовий склад населення:
| - 94,5 % — білих - 4,9 % — чорних або афроамериканців - 0,5 % — корінних американців |

До двох чи більше рас належало 0,0 %. Частка іспаномовних становила 1,1 % від усіх жителів.
За віковим діапазоном населення розподілялося таким чином: 31,3 % — особи молодші 18 років, 60,5 % — особи у віці 18—64 років, 8,2 % — особи у віці 65 років та старші. Медіана віку мешканця становила 33,5 року. На 100 осіб жіночої статі у селищі припадало 114,1 чоловіків;  на 100 жінок у віці від 18 років та старших — 98,4 чоловіків також старших 18 років.
Середній дохід на одне домашнє господарство  становив 60 020 доларів США (медіана — 44 688), а середній дохід на одну сім'ю — 70 604 долари (медіана — 55 208). За межею бідності перебувало 12,0 % осіб, у тому числі 13,2 % дітей у віці до 18 років та 12,5 % осіб у віці 65 років та старших.
Цивільне працевлаштоване населення становило 78 осіб. Основні галузі зайнятості: освіта, охорона здоров'я та соціальна допомога — 17,9 %, фінанси, страхування та нерухомість — 15,4 %, роздрібна торгівля — 12,8 %, транспорт — 11,5 %.